# Metopoceras pilleti
Metopoceras pilleti är en fjärilsart som beskrevs av Charles Boursin 1932. Metopoceras pilleti ingår i släktet Metopoceras och familjen nattflyn. Inga underarter finns listade i Catalogue of Life.